# Фосфид неодима
Фосфид неодима — бинарное неорганическое соединение
неодима и фосфора
с формулой NdP,
кристаллы.

## Получение
- Сплавление стехиометрических количеств чистых веществ:

{\displaystyle {\mathsf {Nd+P\ {\xrightarrow {500-1000^{o}C}}\ NdP}}}

## Физические свойства
Фосфид неодима образует кристаллы
кубической сингонии,
пространственная группа F m3m,
параметры ячейки a = 0,5838 нм, Z = 4.